# Sleeper’s Wake
Sleeper's Wake (z.D. Das Erwachen des Schläfers) ist ein südafrikanischer Thriller-Spielfilm aus dem Jahr 2012. Die Hauptrollen spielten Jay Anstey und Lionel Newton. Regie führte Barry Berk.

## Handlung
Als der Mittvierziger John Wraith im Krankenhaus erwacht, muss er erfahren, dass seine Frau und seine kleine Tochter bei einem Autounfall verstorben – vermutlich weil er am Steuer eingeschlafen ist. John zieht sich zum Urlaub in eine abgelegene Hütte an der Küste zurück, seinen Schmerz und die Trauer ertränkt er in Alkohol. Kurz nach seiner Ankunft erblickt er an einem See eine nackt badende junge Frau, deren Erscheinung ihn in ihren Bann zieht. Als die junge Frau merkt, das John sie beobachtet, bedeckt sie ihre Blöße und taucht in den See, woraufhin John sich abwendet. Einen Tag später hört er an Grundstück in der Nähe ein weinendes Geräusch und die junge Frau vor, die er am Tag zuvor beim Baden gesehen hat. Sie weint und hat ein blaues Auge, reagiert jedoch aggressiv abweisend auf sein Hilfsangebote. Später findet John das Basecap der jungen Frau an der Tür seines Hauses.
Am nächsten Tag trifft er die junge Frau am Strand wieder, in Begleitung ihres Bruders und Vaters. Als John nach dem Befinden der Frau fragt, stellt ihr Vater sie zur Rede. Am Abend besucht er John und stellt sich als Roelf vor. Die beiden Männer reden miteinander und John erfährt, dass Roelfs Ehefrau und Mutter seines Sohnes Luke und seine 21-jährige Tochter Jackie bei einem Raubüberfall zweier Männer erschossen wurde. Roelf lädt John zum Essen mit seinen Kindern ein. Zwischen Jackie und Roelf kommt es zu einer Konfrontation.
Später erfährt John von Jackie, dass bei dem Raubüberfall Jackie von den Einbrechern vergewaltigt werden sollte, worauf ihre Mutter eingriff und erklärte, die Männer sollten stattdessen sie nehmen. Anders als Roelf schildert Jackie, dass ihre Mutter von den Tätern nicht erschossen, sondern erschlagen wurde. Als er ihr in seinem Haus ihr Basecap zurückgeben will, versucht Jackie ihn zu verführen; als John ihren ersten Versuch ablehnt, entblößt sie sich gar gänzlich von ihm. John versucht seinem Begehren standzuhalten und drängt Jackie aus dem Haus, doch bricht der Kontakt nicht ab. Jackie lädt John zu einer Bergtour ein, beim Abstieg verführt sie ihn erneut, woraufhin John schwach wird. Der Versuch Sex zu haben scheitert jedoch, da sie plötzlich Jackies Vater und Bruder entdecken und sich verstecken.
John will abreisen, verbringt den Abend zum Abschied jedoch wieder bei Jackies Familie. Jackie lässt die Situation weiter eskalieren und versucht John zu verführen, indem sie unter dem Tisch ihm mit dem Fuß zwischen die Beine streicht. Am nächsten Tag besucht Jackie John in seiner Hütte, wo sie Sex haben. Wenig später erfahren sie, dass Jackies Bruder verschwunden ist. Die Suchaktionen der Polizei bleiben erfolglos. John plant abzureisen und geht am Tag zuvor noch einmal nackt in einem See schwimmen, wobei Jackie ihm folgt; auch sie zieht sich aus und schwimmt zu John in den See. Die beiden verabschieden sich unter Tränen, werden jedoch von Roelf und Dirk, einem Mitarbeiter der Scorpion Security und Verehrers Jackies, entdeckt. Jackie schwimmt zu ihnen und verlässt den See, kurz darauf folgt auch John, der von Roelf jedoch angegriffen wird. John flieht vom See und erreicht die Station der Scorpion Security, in die ein Affe eingebrochen ist. Als Roelf ebenfalls in die Hütte stürmt und John angreift, fühlt sich das Tier bedroht und verletzt Roelf schwer am Hals, ehe es von John erschlagen wird. Jackie und Dirk eilen herbei und bringen Roelf ins Krankenhaus, während John verstört mit dem toten Affen zurückbleibt.

## Auszeichnungen
Der Film war für zehn Filmpreise nominiert, darunter acht Mal für den South African Film and Television Award, wo er in der Kategorie Best Achievement in Cinematography gewann.